# Zumelzu
Zumelzu (en euskera y oficialmente Zumeltzu) es un concejo del municipio de Vitoria, en la provincia de Álava, País Vasco (España).

## Ubicación
El concejo está situado 9 kilómetros al sudoeste de Vitoria, en las estribaciones de los Montes de Vitoria. 

### Localidades limítrofes
|                          | Norte: Aríñez          |                      |
| Oeste: Subijana de Álava |                        | Este: Berrosteguieta |
|                          | Sur: Montes de Vitoria |                      |

## Despoblado
Forma parte del concejo una fracción del despoblado de:
- Elhenivilla.[1]

## Historia
La primera mención del concejo se recoge en el 1025, en el Cartulario de San Millán de la Cogolla, en el que se le sitúa en uno de los alfoces del distrito de Langrares con el nombre de Zumulzu. En 1257 se recoge como Çumelçu. Posteriormente, en 1332, Zumelzu fue agregada a Vitoria por Alfonso XI de Castilla. El 7 de julio de 1875, en la última guerra carlista, tuvo lugar la batalla de Zumelzu, llamada también de Treviño o de Zaldiaran, que se saldó con la derrota de los carlistas.

## Demografía
En la actualidad hay 41 habitantes según el Padrón Municipal del Ayuntamiento de Vitoria.
| Gráfica de evolución demográfica de Zumelzu entre 2000 y 2018                                            |
| |
| Población (2000-2017) según los censos de población del INE. Población según el padrón municipal de 2018 |

## Economía
La venta de madera fue durante muchos años una importante fuente de ingresos para los habitantes de este pueblo al ser una zona rodeada de montes. 

## Cultura

### Patrimonio material
- Iglesia parroquial de San Juan Bautista. Construcción de mampostería cuya fábrica ha sido muy reformada. Un doble pórtico resguarda la portada cisterciense. Su torre, de planta cuadrada, fue realizada en 1771. El retablo principal es de estilo barroco y data del XVII.[7]

### Patrimonio inmaterial
- Los vecinos eran conocidos por el nombre de Toledanos.
- Las fiestas patronales se celebran el 24 de junio por San Juan Bautista.[8]